# اصغر بانکی
اصغر بانکی (زاده ۱۳۲۳ در تهران) بازیگر، تهیه‌کننده و عکاس سینما اهل ایران است.

## بازیگر
1. کمینگاه (۱۳۶۶)
2. در شهر خبری نیست (۱۳۵۶)
3. شهر شراب (۱۳۵۵)

## تهیه‌کننده
1. تو و من (۱۳۹۰)
2. علف‌های هرز (۱۳۷۷)
3. تهاجم (۱۳۷۵)
4. حامی (۱۳۷۳)
5. مرد کوچک (۱۳۷۳)
6. شاهین طلایی (۱۳۷۲)
7. حمله خرچنگ‌ها (۱۳۷۱)
8. حسنک (۱۳۷۰)
9. آخرین مهلت (۱۳۶۸)
10. کمینگاه (۱۳۶۶)
11. سمندر (۱۳۶۴)
12. دو دوست (١٣٩٣)